# Siegfried Lenz Preis

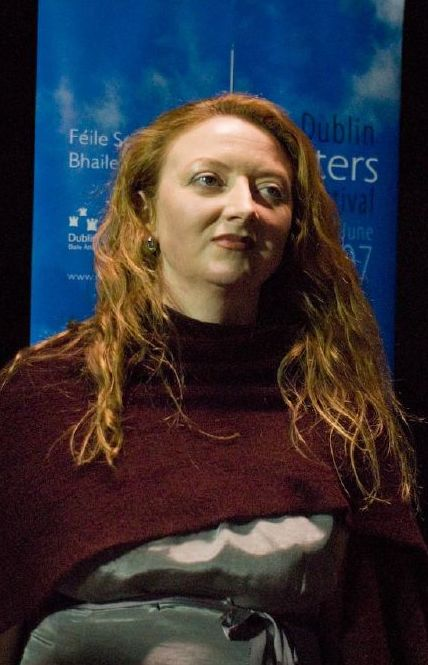
Preisträgerin 2024: Claire Keegan

Der Siegfried Lenz Preis ist ein Literaturpreis, der seit 2014 alle zwei Jahre in Hamburg von der Siegfried Lenz Stiftung vergeben wird.
Mit dem Preis „ausgezeichnet werden sollen internationale Schriftstellerinnen und Schriftsteller, die mit ihrem erzählerischen Werk Anerkennung erlangt haben und deren schöpferisches Wirken dem Geist Siegfried Lenz’ nah ist.“ Mit einem Preisgeld von 50.000 Euro zählt der Siegfried Lenz Preis neben dem Georg-Büchner-Preis, dem Joseph-Breitbach-Preis, dem Großen Preis des Deutschen Literaturfonds und dem auch für Wissenschaftler offenen Siegfried Unseld Preis zu den höchstdotierten Literaturpreisen in Deutschland. Die Auszeichnung war noch zu Lebzeiten von dem deutschen Schriftsteller Siegfried Lenz (1926–2014) initiiert worden. Über die Vergabe des Preises entscheidet eine von der Stiftung eingesetzte Jury aus fünf Mitgliedern mit sechsjähriger Amtszeit.
Die erste Verleihung des Siegfried Lenz Preises fand am 14. November 2014 im Hamburger Rathaus statt. Eine Jury um Ulrich Greiner, Christina Weiss, Ulla Hahn (als Mitglieder der Freien Akademie der Künste in Hamburg), Rainer Moritz und Günter Berg, Vorstand der Siegfried Lenz Stiftung, kürte den israelischen Schriftsteller Amos Oz, der langjährig mit dem Preisstifter befreundet war, zum ersten Preisträger.
Bei der Preisvergabe im Jahr 2020 erkannte eine Jury bestehend aus Günter Berg, Ulrich Greiner, Rainer Moritz, der Buchhändlerin Annegret Schult und Monique Schwitter der russischen Schriftstellerin Ljudmila Ulitzkaja den Siegfried Lenz Preis zu. Aufgrund der COVID-19-Pandemie sollte die feierliche Preisübergabe im Hamburger Rathaus durch den Ersten Bürgermeister und die Siegfried Lenz Stiftung erst am 19. März 2021 erfolgen.

## Preisträger
| Jahr | Preisträger        | Laudator                | Begründung für die Preisvergabe |
| ---- | ------------------ | ----------------------- | --- |
| 2014 | Amos Oz            | Frank-Walter Steinmeier | für seine literarische „Verschmelzung von Zeitgeschichte und individuellem Schicksal, er verbindet die politische Analyse mit der psychologischen Durchdringung seiner Figuren“ |
| 2016 | Julian Barnes      | Neil MacGregor          | „... ehrt mit Julian Barnes einen der herausragenden europäischen Erzähler und Essayisten. Der ... Autor versteht es, in seinen Romanen Elemente der Moderne und Postmoderne auf raffinierte Weise miteinander zu verknüpfen. Barnes' Werk greift Diskussionen der Kultur- und Literaturtheorie auf und fragt danach, wie sich Erinnerung für den Einzelnen und für die Gesellschaft konstituiert.“ |
| 2018 | Richard Ford       | Verena Lueken           | „... zeigt sich Richard Ford als ein Meister der Beobachtung und der Beschreibungskunst“ |
| 2020 | Ljudmila Ulitzkaja | Sigrid Löffler          | „… Ihre Romane und Erzählungen spiegeln die Tragödie des 20. Jahrhunderts, die Epoche der Gewaltherrschaft und des Genozids.“ |
| 2022 | Elizabeth Strout   | Gabriele von Arnim      | „… eine herausragende Erzählerin, die es versteht, mit wenigen Strichen das Panorama von Kleinstädten mit all ihren provinziellen Beschränkungen zu entfalten“ |
| 2024 | Claire Keegan      |                         | „Ihr Werk … zeichnet sich durch eine meisterhafte sprachliche Verknappung aus, die ihrer Prosa Dichte verleiht und dem Ausgesparten so viel Bedeutung wie dem Erzählten zuspricht.“ |